# Johannes von Thurn und Taxis
Johannes von Thurn und Taxis, voluit Johannes Baptista de Jesus Maria Louis Miguel Friedrich Bonifazius Lamoral von Thurn und Taxis (Slot Höfling, Regensburg, 5 juni 1926 - München-Großhadern, 14 december 1990) was een prins von Thurn und Taxis en droeg als hoofd van het geslacht de titel van Vorst von Thurn und Taxis. Hij was werkzaam als ondernemer en had de verantwoordelijkheid over het miljardenvermogen van de familie Thurn und Taxis, waarvan hij vanaf 1982 het hoofd was.
Johannes was de zoon van Karl August von Thurn und Taxis en de Portugese prinses Maria Anna van Bragança (1899-1971). Hij had een groot aantal andere titels, onder andere Prins zu Buchau, Prins von Krotoszyn, Hertog zu Wörth und Donaustauf, Graf zu Friedberg-Scheer en Graf zu Valsássinna, zu Marchtal und zu Neresheim.
Op zijn slot St. Emmeram in Regensburg trouwde hij op 31 mei 1980 met de twintigjarige Gloria von Schönburg-Glauchau, die weliswaar een gravin was, maar de kost verdiende in een restaurant. Vóór zijn huwelijk leidde de prins vooral een homoseksueel leven.

## Kinderen
- Maria Theresia Ludowika Klothilde Helene Alexandra (28 november 1980, Regensburg)
- Elisabeth Margarete Maria Anna Beatriz (24 maart 1982, Regensburg)
- Albert II Maria Lamoral Miguel Johannes Gabriel (24 juni 1983, Regensburg)